# Gold Beach, Oregon
Gold Beach (có nghĩa là bãi vàng) là một thành phố của Quận Curry, Oregon, Hoa Kỳ, nằm trên Duyên hải Oregon. Thành phố là quận lỵ của Quận Curry.6

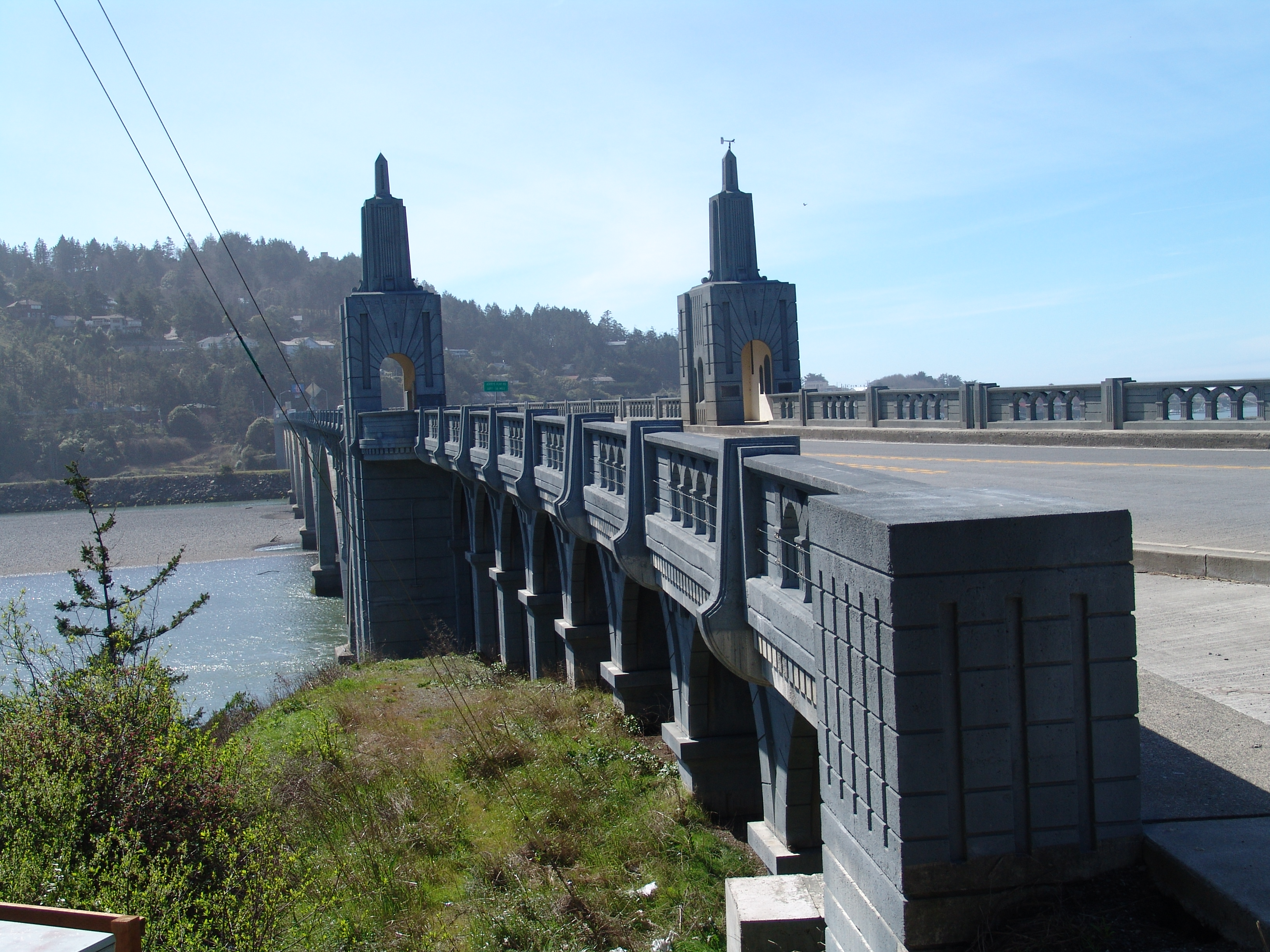
Cầu bắt qua Sông Rogue ở Gold Beach

## Lịch sử
Cộng đồng ban đầu được đặt tên là Ellensburg vào thập niên 1850 nhưng sau đó lấy tên Gold Beach (bãi vàng) vì có một bãi sông gần cửa sông Rogue nơi có hàng trăm khu đãi vàng. Thuyền thư có bến đậu ở Gold Beach đưa thư lên thượng nguồn đến Agness kể từ năm 1895. Đây là một trong hai con đường đưa thư vùng quê bằng thuyền duy nhất vẫn còn đang hoạt động tại Hoa Kỳ. Dân số là 1.897 người vào lần điều tra dân số năm 2000.
Mặc dù Gold Beach đã là một cộng đồng từ giữa thế kỷ 19 và là quận lỵ từ năm 1859 nhưng nó chỉ mới tổ chức thành thành phố vào năm 1945.

## Địa lý
Gold Beach nằm ở vị trí 42°24′8″B 124°24′55″T / 42,40222°B 124,41528°TĐã đưa tham số không hợp lệ vào hàm {{#coordinates:}} (42.402343, -124.415164)1.
Theo Cục điều tra dân số Hoa Kỳ, thành phố có tổng diện tích là 2,5 dặm vuông (6,5 km²) trong đó đất chiếm 2,3 dặm vuông (6,0 km²) và nước chiếm 0,2 dặm vuông (0,5 km²) hay 7,54%.

## Giáo dục
- Trung học Gold Beach

## Cư dân nổi tiếng
- Gregory Harrison - Diễn viên[1]
- Bridgette Wilson - Nữ diễn viên

## Giao thông
- Phi trường khu đô thị Gold Beach